# Il teorema del pappagallo
Il teorema del pappagallo è un romanzo del 1998 di Denis Guedj che tratta come tema principale la storia della matematica e l'ultimo Teorema di Fermat. Fu tradotto in Italia dalla casa editrice Longanesi nel 2000.

## Ambientazione
È ambientato principalmente a Parigi, in particolare in rue Ravignan, dove è situata la casa del protagonista. Inoltre, Pierre Rouche frequenterà molto assiduamente sia la Bibliothèque Nationale, sia l'Institute du monde Arabe che si trovano entrambe nella capitale francese. Infine la storia si sposterà verso Siracusa.

## Trama
Pierre Ruche è un disabile ottantaquattrenne mai sposatosi che vive a Parigi insieme a Perrette Liard e ai figli di lei Jonathan, Lea e Max. Fra questi ultimi, Lea e Jonathan sono due gemelli diciassettenni, mentre Max è stato adottato da Perrette e ha undici anni.
Pierre è un appassionato di libri e non a caso possiede una libreria, la cui commessa è Perrette. La sua vita cambia radicalmente quando da Manaus arriva una lettera da un suo vecchio compagno di università, Elgar Grosrouvre, che egli non vede e non sente da cinquant'anni. La lettera anticipa l'arrivo di una delle più grandi biblioteche private di matematica che Elgar aveva allestito, grazie anche a metodi poco ortodossi, a causa della sua passione per la matematica (materia in cui, come l'autore, si è laureato). Già allarmato da quella lettera, Pierre riceve poco dopo una seconda lettera in cui Grosrouvre spiega l'imminenza della sua morte che avverrà in circostanze misteriose e su cui Pierre indagherà attraverso gli indizi che Grosrouvre gli lascia nella lettera. Elgar infatti sostiene di aver trovato la dimostrazione dell'ultimo teorema di Fermat e alla congettura di Goldbach e spiega a Pierre che un gruppo di persone vuole estorcergliele a tutti i costi; indisposto a trattare, preferisce morire piuttosto che rivelare i suoi studi a gente poco perbene ma, pur di non farli sparire nel nulla, confida a Ruche di averli tramandati a un fedele compagno, dotato di eccezionale memoria, così gli presenta una lista di matematici da Talete a Eulero, passando per Fermat, Cartesio e matematici arabi come Sharaf al-Dīn al-Tūsī. Così Pierre inizia un viaggio attraverso aritmetica, geometria e algebra, passando dal mondo greco, al mondo arabo, per giungere fino ai grandi matematici europei delle età moderna e contemporanea, il tutto servendosi dei libri inviatigli da Grosrouvre e di biblioteche cittadine. Lo affianca tutta la famiglia di rue Ravignan (dove Ruche abita), più il taxista e amico di Pierre, Albert, e Habibi, proprietario di un negozio nei dintorni, e non meno fondamentale per la trama è l'ingresso in scena di un pappagallo, battezzato "Nofutur", che Max salva nel primo capitolo da due probabili trafficanti di animali e che egli porta a casa; Nofutur animerà le discussioni sui vari matematici con alcune sue perle di saggezza e sarà essenziale per il prosieguo del libro.
Indagando, Pierre scopre parecchi indizi sulla dinamica della morte di Grosrouvre, ma il racconto subisce una svolta con i rapimenti di Nofutur e Max, rivendicati da qualcuno che si trova a Siracusa. Pierre viene allora invitato dal rapitore a raggiungerli; egli accetta e parte assieme ad Albert per la città siciliana, dove incontra un altro suo conoscente dei tempi dell'università, un certo Don Ottavio che, con Pierre ed Elgar, completava un terzetto di amici, e che dopo essersi diviso dagli altri due era diventato un boss della mafia.
Pierre scopre allora che colui che voleva estorcere le dimostrazioni a Grosrouvre era proprio Don Ottavio e con molta sorpresa scopre che il fedele compagno di Elgar era il pappagallo o, per meglio dire, la "pappagalla" che prima di giungere a Max era stata per ben cinquant'anni Mamagueña, la fedele e inseparabile amica di Grosrouvre. Max viene allora convinto da Don Ottavio a convincere Nofutur-Mamagueña a rivelare le dimostrazioni. Ma Mamagueña, a causa di uno shock subito per la morte del suo padrone, non ricorda e non parla. I quattro vanno allora a Manaus per vedere se lì Mamagueña riesce a ricordarsi, ma anche lì non si arriva a un risultato e anzi, mentre Max tenta di far ricordare a Mamagueña le dimostrazioni, Don Ottavio muore, lasciando a Pierre un messaggio: «Nell'incendio di Crotone, appiccato da Cilone, uno dei Pitagorici riuscì a salvarsi: Gr…». Il messaggio, facente riferimento a quando, nel V secolo a.C., venne rifiutato a un nobile (Cilone) di entrare nel "clan" dei Pitagorici e questi, per ripicca, incendiò la stanza dove essi si stavano riunendo, testimonia l'affetto che, nonostante tutto, Don Ottavio nutriva per Grosrouvre. Prima di morire, poi, Don Ottavio aveva inoltre chiesto a Pierre di credere al fatto che non aveva appiccato lui l'incendio che aveva ucciso Elgar.
Nell'ultimo capitolo Nofutur-Mamagueña, che era stato liberato da Max, spiega in una conferenza di pappagalli le dimostrazioni di Grosrouvre, dimostrazione, quella dell'ultimo teorema di Fermat che peraltro nel finale si apprende essere stata esplicata da Andrew Wiles, che ha veramente dimostrato l'ultimo teorema di Fermat, mentre la congettura di Goldbach rimane tuttora indimostrata.

## Personaggi
- Pierre Ruche
- Elgar Grosrouvre
- Nofutur (Mamagueña), pappagallo
- Max
- Jonathan
- Lea
- Perrette
- Albert
- Habibi
- Don Ottavio (Tavio)
- Piccoletto Ben Messo e Spilungone Ben Messo (o PBM e SBM)

## Luoghi
- Francia/Parigi/rue Ravignan/libreria Mille e Una Pagina
- Francia/Parigi/Bibliothèque Nationale
- Francia/Parigi/Institute de Monde Arabe
- Italia/Siracusa
- Brasile/Manaus

## Edizioni
- Denis Guedj, Il teorema del pappagallo, traduzione di Lidia Perria, collana La Gaja scienza, Longanesi, 11 febbraio 2000,  p. 564, ISBN 9788830417588.
- Denis Guedj, Il teorema del pappagallo, traduzione di Lidia Perria, Teadue, TEA, 2003,  p. 562, ISBN 9788850204755.
- Denis Guedj, Il teorema del pappagallo, traduzione di Lidia Perria, I successi DOC, TEA, 2005,  p. 562, ISBN 9788850209743.
- Denis Guedj, Il teorema del pappagallo, traduzione di Lidia Perria, I grandi, TEA, 6 novembre 2008,  p. 562, ISBN 9788850217724.
- Denis Guedj, Il teorema del pappagallo, traduzione di Lidia Perria, Gl'istriciPiù, Adriano Salani Editore, 22 febbraio 2018,  p. 572, ISBN 9788893814270.
- Denis Guedj, Il teorema del pappagallo, traduzione di Lidia Perria, Super TEA Plus, TEA, 15 novembre 2018,  p. 562, ISBN 9788850252398.